# Family (album, Thompson)
Family je společné album různých členů hudební rodiny Thompsonových, které vyšlo pod hlavičkou skupiny Thompson. Projekt dal dohromady Teddy Thompson, který různým členům své rodiny dal za úkol napsat píseň o jiném. Vedle jiných se na albu podíleli oba jeho rodiče (Richard a Linda), vlastní i nevlastní sourozenci (Kami i se svým manželem Jamesem Walbournem). První píseň z alba nazvaná „One Life at a Time“ byla představena v září 2014. Album vydalo v listopadu toho roku hudební vydavatelství Fantasy Records.

## Seznam skladeb
| Pořadí | Název                      | Délka |
| ------ | -------------------------- | ----- |
| 1.     | Family                     | 5:14  |
| 2.     | One Life at a Time         | 4:17  |
| 3.     | Careful                    | 3:05  |
| 4.     | Bonny Boys                 | 3:20  |
| 5.     | Roots So Bitter            | 3:34  |
| 6.     | At the Feet of the Emporer | 5:38  |
| 7.     | Right                      | 2:42  |
| 8.     | Perhaps We Can Sleep       | 4:09  |
| 9.     | That's Enough              | 5:04  |
| 10.    | I Long for Lonely          | 4:00  |

## Obsazení
- Teddy Thompson – zpěv, akustická kytara, baskytara, harmonium, klavír
- Richard Thompson – zpěv, akustická kytara, elektrická kytara, darbuka, niněra
- Linda Thompson – zpěv
- Jack Thompson – baskytara
- Kamila Thompson – zpěv, akustická kytara
- James Walbourne – zpěv, akustická kytara, elektrická kytara, baskytara
- Rob Walbourne – zpěv, bicí, perkuse, varhany
- Paulina Lis – zpěv
- Zak Hobbs – zpěv, akustická kytara, elektrická kytara, mandolína
- Brooke Gengras – zpěv
- Muna Thompson Mascolo – zpěv